# Szkoła Europejska, Niemiecko-Polskie Gimnazjum i Liceum w Löcknitz

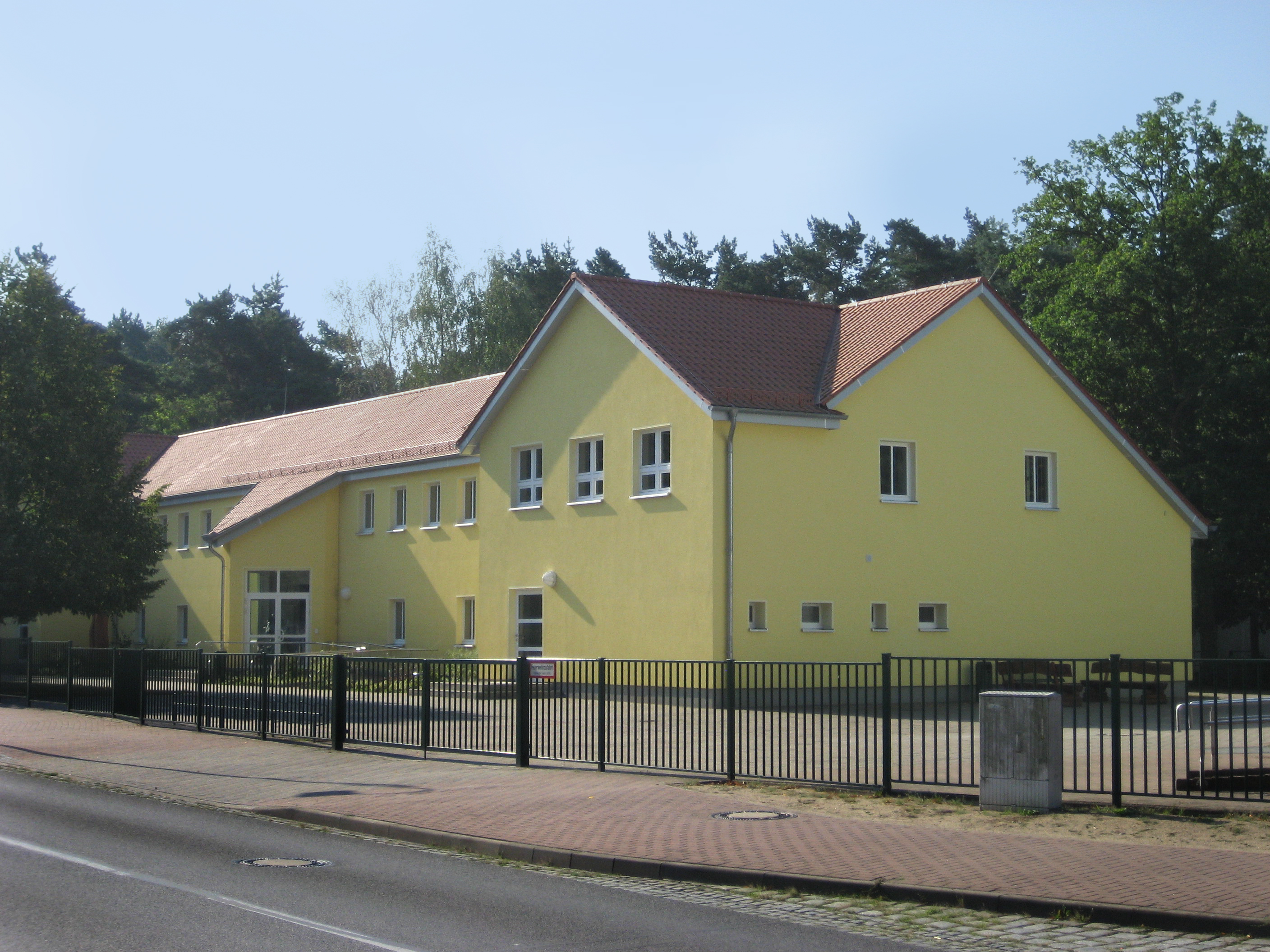
Niemiecko-Polskie
Gimnazjum i Liceum w Löcknitz

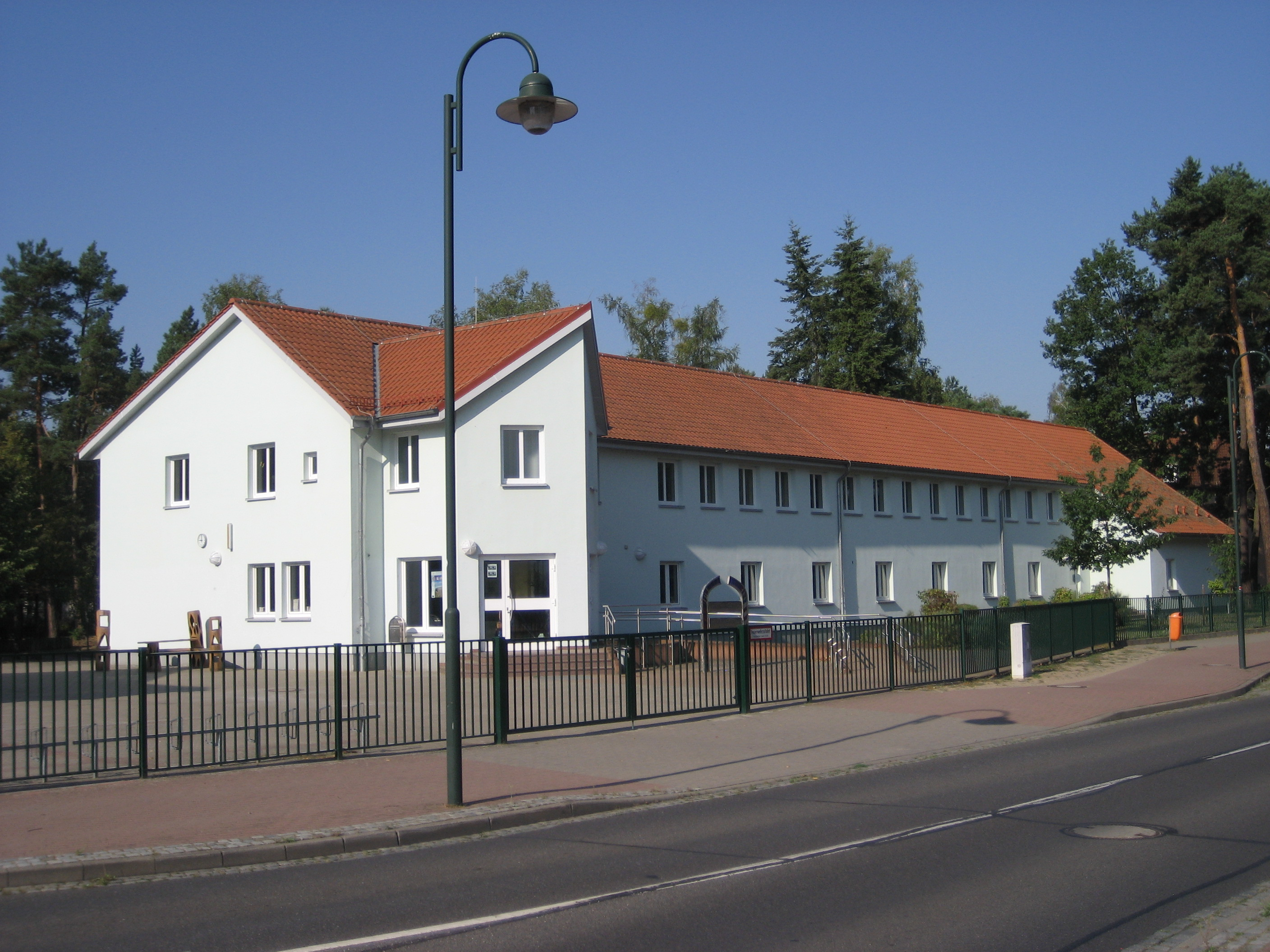
Niemiecko-Polskie
Gimnazjum i Liceum w Löcknitz

Szkoła Europejska, Niemiecko-Polskie Gimnazjum i Liceum w Löcknitz (niem. Europaschule Deutsch-Polnisches-Gymnasium Löcknitz) – szkoła powstała w 1991 roku, gimnazjum i liceum w Löcknitz (Friedrich-Engels Straße 5–6) w powiecie Vorpommern-Greifswald w kraju związkowym Meklemburgia-Pomorze Przednie w Niemczech.
W szkole organizowane są niemiecko-polskie klasy integracyjne. Na zajęcia uczęszczają polskie i niemieckie dzieci oraz młodzież Zespołu Szkół im. Ignacego Łukasiewicza w Policach od siódmej klasy aż do matury. Polscy uczniowie mogą zdawać zarówno polską, jak i niemiecką maturę, natomiast niemieccy uczniowie nie mogą zdawać polskiej matury. Język polski jest nauczany jako przedmiot dodatkowy.
Szkoła liczy około 400 uczniów i 35 nauczycieli. Od roku 2004 szkoła nosi tytuł szkoły Europejskiej. Szkoła znajduje się w odległości ok. 10,5 km od przejścia granicznego w Lubieszynie i 25 km od centrum Szczecina.

## Działalność
Gimnazjum posiada własne studio radiowe oraz bibliotekę. Grupa rozjemcza działa w przypadku konfliktów szkolnych.
Od roku szkolnego 2009/2008 wszyscy uczniowie od klasy siódmej do dziesiątej muszą uczestniczyć w całodziennych zajęciach. Za to w szkole mają do dyspozycji różne dodatkowe przedmioty, jak np. siatkówkę, sztuki plastyczne i zabawy ruchowe.